# Simon Fredrik Küsel
Simon Fredrik Küsel, född 1669 i Lübeck, död 1742 i Stockholm och verksam efter 1690-talet i Stockholm som grosshandlare.

## Biografi
Simon Fredrik Küsel kom redan som pojke från Lübeck till Stockholm, där han på 1690-talet etablerade sig som grosshandlare. Hans far, Alexander Küsel, var köpman i Lübeck och hans farfar, Johan Küsel, var pastor i Travemünde.
På 1720-talet var han så förmögen att han kunde köpa “Keithska huset” vid  Baggensgatan 27 i Gamla stan. I sitt första äktenskap hade han sju barn, där dottern Elisabeth Catharina Küsel gifte sig med Christian Hebbe den äldre och dottern Anna Kristina Küsel gifte dig med Hinrich Hahr. I sitt andra äktenskap hade han fyra söner, av dem blev Carl Gottfried Küsel den mest framgångsrike. Han övertog faderns rörelse och blev senare en av direktörerna i Ostindiska kompaniet.